# Ernesto Pérez Donaz
Ernesto Pérez Donaz (1875-1938) fue un ilustrador, dibujante y escritor español.

## Biografía
Nació en la localidad cordobesa de Cabra el 13 de julio de 1875. Donaz, considerado un «pionero de la historieta» y cuyas ilustraciones aparecieron en las páginas de publicaciones periódicas como Madrid Cómico, Pluma y Lápiz, Hojas Selectas, Pulgarcito, El Cuento Infantil Semanal, Aleluyas de Charlot, Algo, Dominguín, Nuevo Mundo, Miscelánea, Vida Galante, Monos, Lecturas, ¡Alegría!, TBO, La Saeta, K.D.T. y Eva, falleció en Barcelona en 1938.

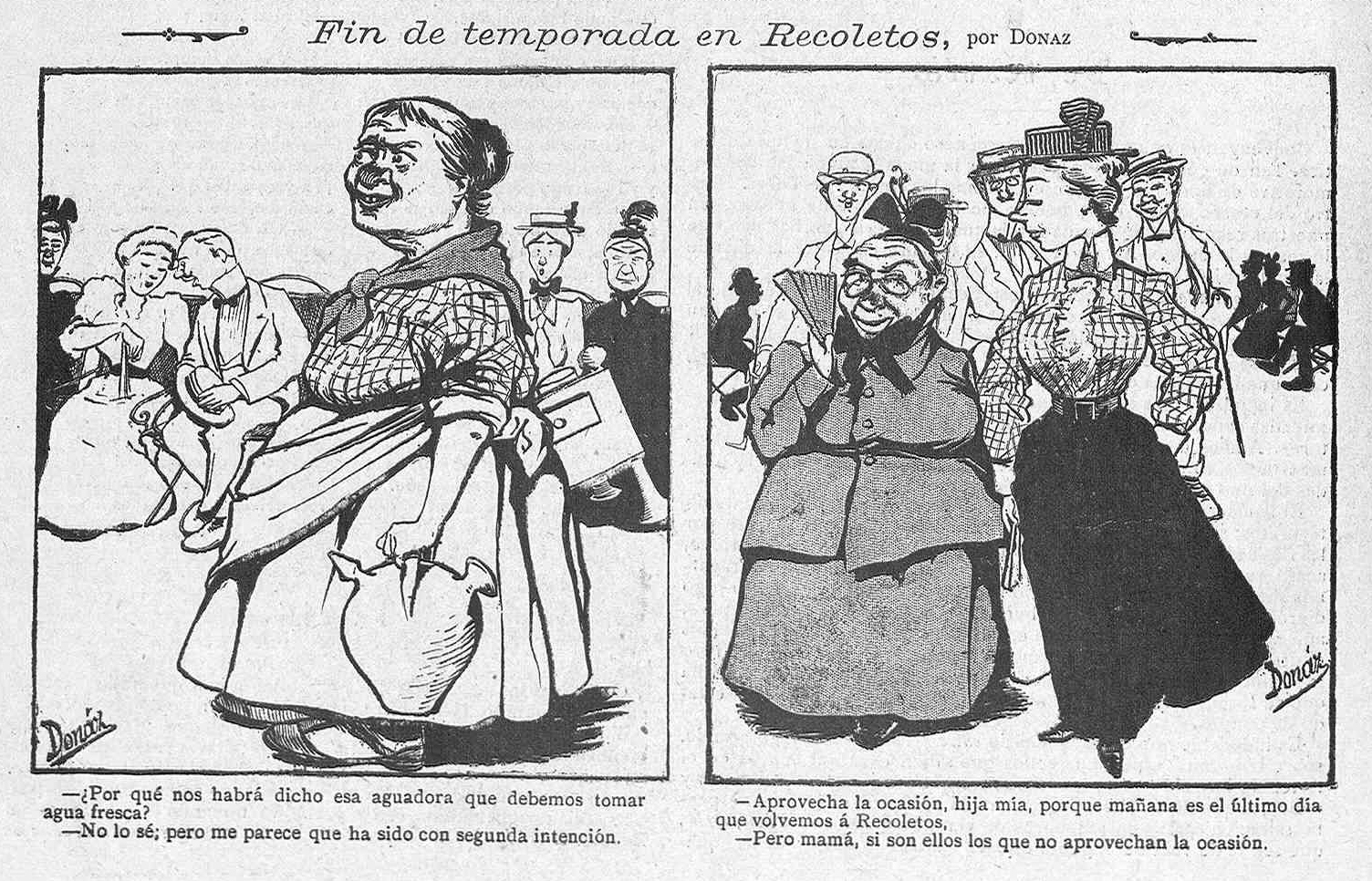
Fin de temporada en Recoletos
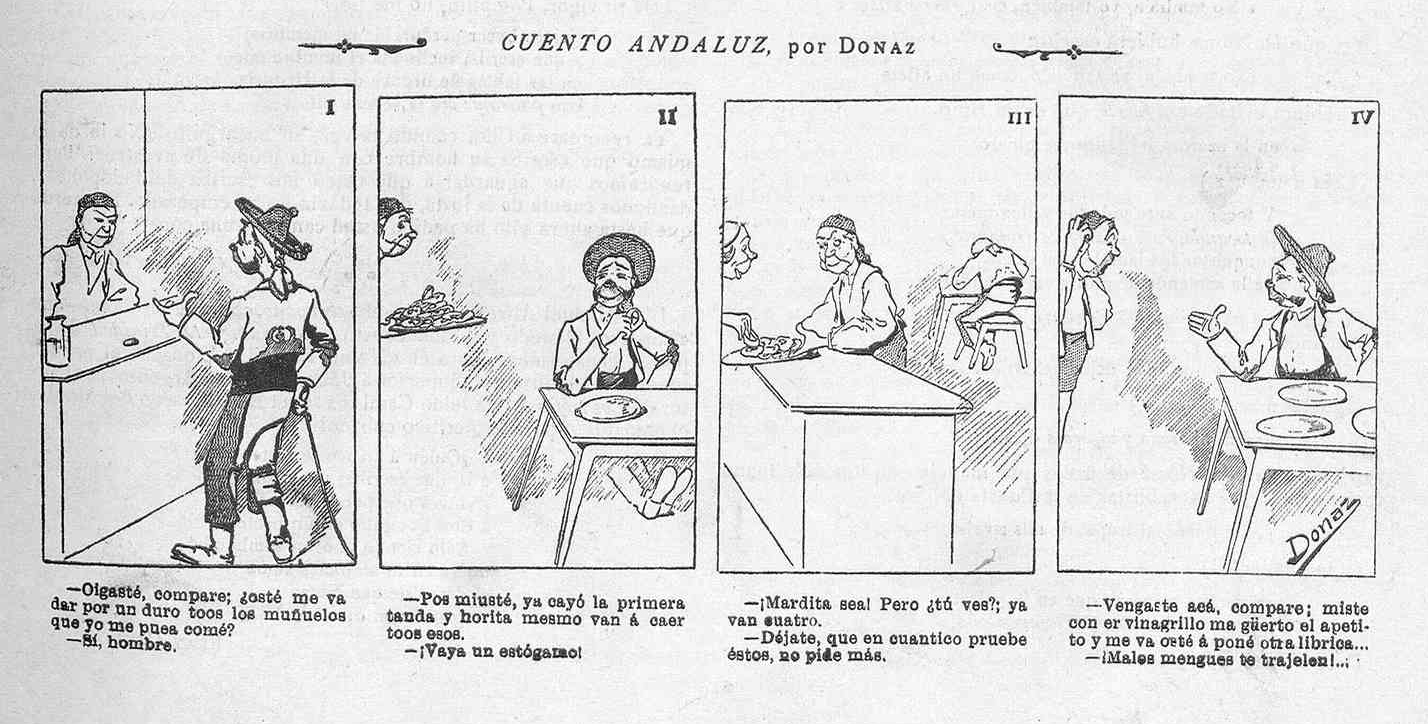
Cuento andaluz